# Marcel Marceau
 For alternative betydninger, se Mangel. (Se også artikler, som begynder med Mangel)
Marcel Marceau (født Marcel Mangel 22. marts 1923 i Strasbourg, død 22. september 2007 i Cahors) var en fransk mimiker, der var verdensberømt for sine pantomimer.

## Opvækst
Marcel Marceau blev født i en jødisk familie. Ved den tyske invasion flygtede han som 15-årig med sin familie til Limoges. Han gik ind i den franske modstandsbevægelse, og som aktivist i den fransk-jødiske organisation L'Œuvre de Secours aux Enfants, forkortet OSE hjalp han børn til at overleve ved at bruge sin mimik i faretruende situationer for at sikre deres tavshed. Han gik ind i Charles de Gaulles frie franske styrker og blev forbindelsesofficer til general Pattons hær, da han talte glimrende engelsk. Han var endvidere eminent til tysk foruden sit modersmål fransk.
Marcel Marceau reddede mindst 70 jødiske forældreløse børn fra døden, da Nazityskland besatte store dele af Frankrig.[kilde mangler]

## Karriere
Ved at se Charles Chaplins film blev Marcel Marceau interesseret i skuespil, og efter krigen kom han på skuespillerskole. Her viste han snart et mimisk talent, og han kom til at spille Harlekin i et pantomime-stykke med titlen Baptiste, som også kendes fra filmen Paradisets børn. Marceaus indsats her gav ham straks stor succes, og han fandt ud af, at pantomimen kunne blive hans kunstneriske område.
I 1947 skabte Marceau klovnen Bip, der skulle blive hans alter-ego (svarende til Chaplins vagabond-skikkelse). I de følgende mange år lod han Bip gå igennem en række hændelser og eventyr, ofte af satirisk art, og hans succes var nu sikret. Blandt hans forestillinger var et få minutter langt livsforløb kaldet "Ungdom, voksenliv, alderdom og død".
Med denne succes etablerede han i 1949 verdens på den tid eneste pantomime-kompagni, der kom til at spille på Paris' førende teatre og over det meste af verden. Han producerede til dette kompagni hen imod tyve forestillinger. Med tv's stigende betydning blev han kendt af endnu flere mennesker over hele verden, og han medvirkede også i flere film. Måske hans mest kendte filmrolle er en cameo-medvirken i Mel Brooks' Silent Movie, hvor han som den eneste skuespiller har en talerolle, hvor han siger et ord: "Non!".